# ساره فوريستير
ساره فوريستير (بالفرنسية: Sara Forestier)‏ (و. 1986 – م) هي ممثلة، وراوية كتب صوتية من فرنسا . ولدت في فرنسا .

## التعليم
تعلمت في مدرسة فلوران ‏

## جوائز
حصلت على جوائز منها:
- جائزة شوتينغ ستارز.

## روابط خارجية
- ساره فوريستير على موقع IMDb (الإنجليزية)
- ساره فوريستير على موقع ميتاكريتيك (الإنجليزية)
- ساره فوريستير على موقع روتن توميتوز (الإنجليزية)
- ساره فوريستير على موقع قاعدة بيانات الأفلام العربية
- ساره فوريستير على موقع ألو سيني (الفرنسية)
- ساره فوريستير على موقع ميوزك برينز (الإنجليزية)
- ساره فوريستير على موقع أول موفي (الإنجليزية)
- ساره فوريستير على موقع قاعدة بيانات الأفلام السويدية (السويدية)
- ساره فوريستير على موقع إن إن دي بي (الإنجليزية)
- ساره فوريستير على موقع ديسكوغز (الإنجليزية)